# Angelo Michele Colonna
Angelo Michele Colonna (Rovenna, 21 septembre 1604 - Bologne, 1687) est un peintre italien du XVIIe siècle se rattachant au courant baroque de l'école bolonaise.

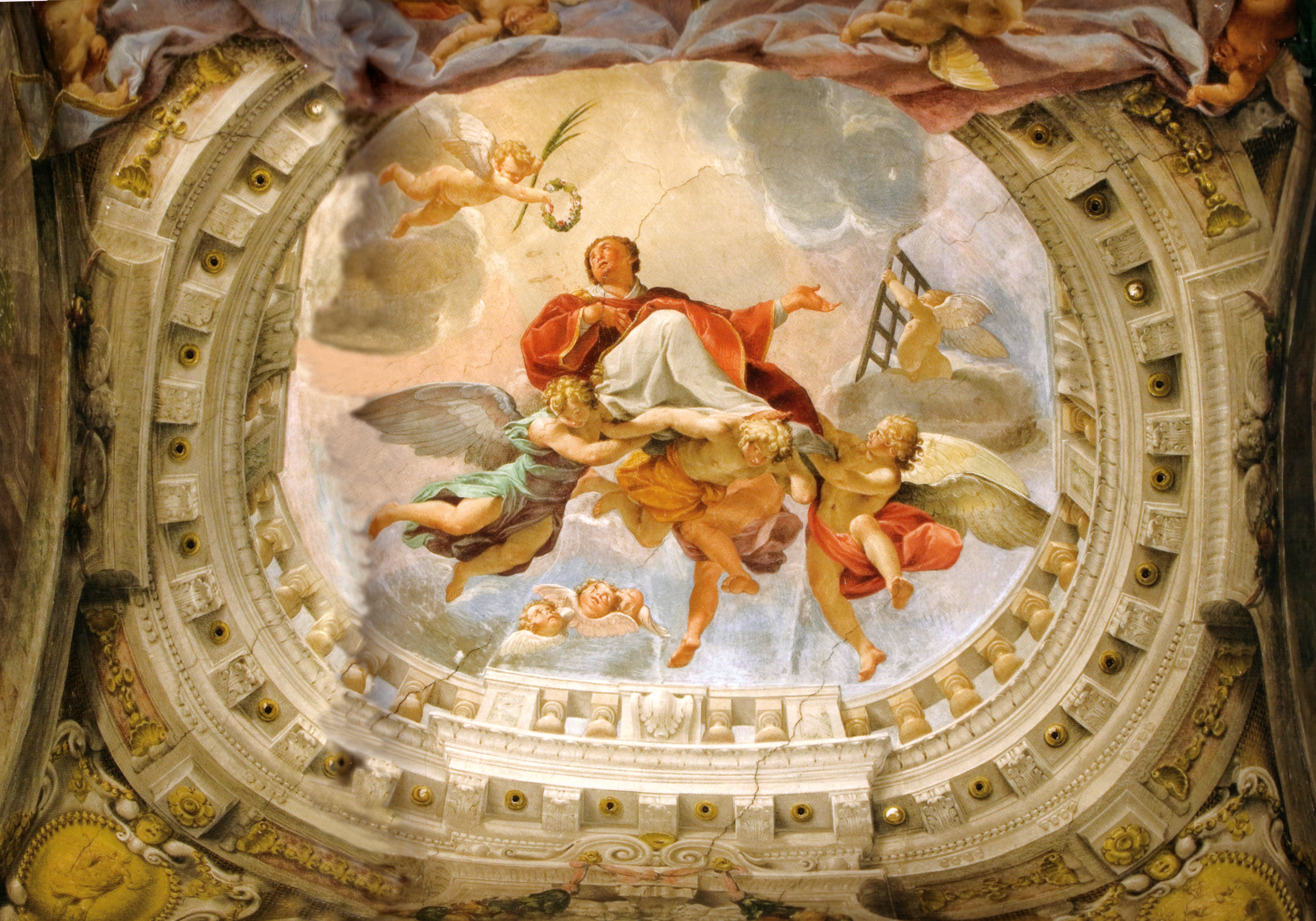
Gloria di San Lorenzo

## Biographie
Enfant, Angelo Michele Colonna apprend auprès du peintre Caprera.
En 1617, il part à Bologne pour faire son apprentissage auprès de Gabriello Ferrantini (il Occhiale), et ensuite avec le maître de la quadratura Girolamo Curti (il Dentone).
Il peint à Bologne les fresques du palais Albergati et de la chapelle du Palais Felicini-Fibbia, puis avec Cesare Malvasia les fresques de la Villa Malvasia, et avec Girolamo Curti et Domenico Ambrogi celles de Trebbo en 1624.
L'année suivante, toujours avec Curti, Colonna peint les fresques de la Villa Paleotti, puis en 1625, avec Ambrogi, celles de la Villa Malvezzi-Campeggi à Bagnarola (it).
En 1625, recommandé par Alessandro Tiarini, il aide aux décorations du plafond de l'église Sant'Alessandro de Parme (en).
En 1625, il collabore avec Lucio Massari, Francesco Gessi, entre autres, à la décoration de l'église San Rocco de Bologne, peignant six des saints et allégories.
En 1627, il peint à San Michele in Bosco.
En 1687 il meurt à Bologne.